# Bruno Gelber
Bruno Leonardo Gelber (Buenos Aires, Argentina, 19 de marzo de 1941) es un pianista argentino.

## Biografía
Desde su primera infancia vivió el ambiente musical familiar, siendo su padre violinista en la orquesta del Teatro Colón de Buenos Aires y su madre una profesora de piano que influyó mucho en su determinación por seguir la carrera musical y a la que perdió joven[cita requerida], justo al principio de su carrera internacional como pianista.
Gelber empezó a estudiar piano a los tres años y medio, siendo capaz de interpretar sonatas y conciertos desde los cinco años de edad. Fue alumno, desde los seis años y durante una década, de Vincenzo Scaramuzza, que tuvo entre sus discípulos a Marta Argerich, de quien Gelber es coetáneo, y al padre de Daniel Barenboim, entre otros.
Fue víctima de poliomielitis a los siete años de edad, debiendo  quedarse en reposo durante más de un año. Sus padres realizaron las adaptaciones oportunas para que pudiera tocar el piano con el menor esfuerzo posible desde la cama.
Debutó en público a los diez años, interpretando el Concierto para piano n.º 3 de Beethoven, bajo la dirección de su maestro. A los catorce años debutó en el Teatro Colón con el concierto para piano de Robert Schumann, bajo la dirección de Lorin Maazel.
Continuó sus estudios de piano en París a partir de los diecinueve años con la célebre pedagoga Marguerite Long -para la que fue, en sus propias palabras, el último pero el mejor de sus alumnos-, gracias a una beca del gobierno francés. Continuó residiendo en la capital francesa hasta finales de los años ochenta, cuando se trasladó a Mónaco.
Ha celebrado más de cinco mil conciertos en las más importantes capitales del mundo.

## Carrera internacional
En 1959 (a los 18 años de edad) tuvo lugar su debut internacional en Múnich (Alemania), que fue un gran éxito, calificado por el crítico Joachim Kaiser como "casi un milagro".
Se le considera un intérprete especialmente competente en el repertorio de Beethoven para piano, habiendo grabado una integral de sus sonatas para este instrumento.
Ha compartido escenario con directores como Ernest Ansermet, Sergiu Celibidache, Rudolf Kempe, George Szell, Kiril Kondrashin, Sir Colin Davis, Bernard Haitink, Riccardo Chailly, Lorin Maazel y Antal Doráti, con las más importantes orquestas del mundo, entre las que pueden citarse la Filarmónica de Berlín, la Filarmónica de Viena, la Filarmónica de Nueva York, la Sinfónica de Chicago, entre otras, y ha sido invitado por los más importantes festivales musicales del mundo.
El pianista Arthur Rubinstein dijo que Gelber era «uno de los pianistas más grandes de su generación»
y además lo seleccionó para participar en la película L’amour de la vie – Artur Rubinstein que el director François Reichenbach dedicó a Rubinstein.
Un accidente automovilístico sufrido en el año 2001 le produjo lesiones que pusieron en peligro la funcionalidad de su mano derecha. Afortunadamente pudo recuperarse y reanudar su brillante carrera.
La prensa especializada lo destaca como uno de los mejores pianistas de su generación y como uno de los cien mejores del siglo.

### Premios y reconocimientos
- 1961 Tercer premio en el concurso Marguerite Long-Jaques Thibaud.[4]
- 1989 Premio Konex al mejor pianista argentino de la década.[5]
- 1999 Premio Konex al mejor pianista argentino de la década.[5]
- 2000 Comendador de la Orden al Mérito Cultural de Mónaco
- 2005 Premio Clarín a la Figura de la Música Clásica.[6]
- 2006 Ciudadano Ilustre de la Ciudad Autónoma de Buenos Aires[7]
- 2007 Condecorado por el Gobierno de Francia como Oficial de las Artes y de las Letras de la República Francesa.[8]
- 2019 Mención Especial a la Trayectoria de los Premio Konex.[5]

Su discografía ha sido galardonada con premios como el Discophiles francés, el Grand Prix du Disque de l’Academie Charles-Cros y el premio de la Academia de París y también ha recibido las más altas calificaciones en las críticas de las revistas Diapason, Gramophone y Le Monde de la Musique.